# سياقول العلياء (مهاباد)
قرية سياقول العلياء (بالكردية: سیاقۆڵی سەرێ) هي إحدى القرى التابعة لـمنغور الشرقية في ريف قسم خليفان من مقاطعة مهاباد، في محافظة أذربیجان الغربیة الإيرانية.

## السكان
حسب إحصاءات سنة 2006، بلغ إجمالي السكان في سياقول العلياء 126 نسمة وعدد المساكن 15 مسكن. لغة سكان سياقول العلياء هي اللغة الكردية و هم من أهل السنة والجماعة والمذهب الشافعي.